# Oligopsone
En économie, un oligopsone est un marché sur lequel il y a un petit nombre de demandeurs pour un grand nombre d'offreurs. Cette situation est symétrique à celle de l'oligopole dans laquelle un faible nombre d'offreurs fait face à de nombreux demandeurs.
Par extension, c'est souvent un marché dominé par quelques acheteurs importants et un grand nombre d'acheteurs qui ensemble ne représentent qu'un petit pourcentage du marché, face toujours à de nombreux vendeurs (offreurs).

## Exemples
- en 1996, le marché de la banane concerne principalement cinq multinationales/transnationales qui achètent 70 % de la production mondiale ;
- l'oligopsone formé par le petit nombre d'entreprises de la grande distribution a la capacité d'exercer une forte pression sur les marges des industriels du secteur agroalimentaire qui dépendent de la grande distribution ;
- de même le secteur de l'agriculture (660 000 entreprises en France) dépend en grande partie de l'industrie agroalimentaire (3 180 entreprises en France) ;
- le marché des composants pour l'industrie aéronautique est un oligopsone où un nombre important de sous-traitants vendent des pièces à un nombre limité de constructeurs aériens ;
- le marché du travail présente aussi les caractéristiques d'un oligopsone, avec un nombre restreint d'employeurs (« acheteurs de travail ») et un nombre élevé d'employés (« vendeurs de travail »).